# Mabel Howard
Mabel Howard, född 1894, död 1972, var Nya Zeelands hälsominister 1947-1949. Hon var den första kvinnliga ministern i Nya Zeeland. 